# T. J. Green
T. J. Green (* 15. března 1995 v Sylacauga, stát Alabama) je hráč amerického fotbalu nastupující na pozici Free safetyho za tým Indianapolis Colts v National Football League. Univerzitní fotbal hrál za Clemson University, poté byl vybrán ve druhém kole Draftu NFL 2016 týmem Indianapolis Colts.

## Mládí
Green navštěvoval Sylacauga High School, kde hrál americký fotbal na pozici Wide receivera a v posledním ročníku zaznamenal 9 touchdownů.

## Univerzita
Jako nováček na Clemson University v roce 2013 zasáhl do dvanácti utkání a následně se přesunul do obrany na pozici Free safetyho. V druhé sezóně pak odehrál 11 zápasů (jeden jako startující hráč) a zaznamenal 18 tacklů a jednu interception. Ve třetím ročníku se stává startujícím hráčem a kromě 95 tacklů si připíše i jeden sack. Zároveň oznamuje, že na konci sezóny 2016 se zúčastní Draftu NFL.

## Profesionální kariéra
| Parametry před draftem |           |            |                |                    |                 |              |
| Výška                  | Váha      | Délka paží | Velikost rukou | Sprint na 40 yardů | Skok z místa    | Benchpress   |
| 6 stop 2 palce         | 209 liber | 32 palců   | 9 ⅝ palce      | 4,34 s             | 10 stop 9 palců | 13 opakování |

### Indianapolis Colts
Green byl draftován ve druhém kole Draftu NFL 2016 jako 57. hráč celkově týmem Indianapolis Colts, smlouvu s Colts podepsal 23. května 2016.